# Jakob Schubert
Jakob Schubert, född 31 december 1990, är en österrikisk professionell sportklättrare.

## Karriär
Schubert tog brons vid OS 2020 i kombination. Han har dessutom vunnit 6 VM-guld, 4 i lead och 2 i kombination.